# Artur Teodoro de Matos
Artur Teodoro de Matos (1943- ) é um académico português.

## Biografia
Licenciou-se em História pela Faculdade de Letras de Lisboa. Ingressou na Universidade dos Açores em 1976, onde se doutorou. Nela organizou o Departamento de História e o "Cento de Estudos Gaspar Frutuoso", que dirigiu até ser nomeado vice-reitor em 1983.
Posteriormente transferiu-se para a Faculdade de Ciências Sociais e Humanas da Universidade Nova de Lisboa, onde foi professor catedrático de "História dos Descobrimentos e da Expansão Portuguesa". Aqui dirigiu o Departamento de História e coordenou o mestrado em "História dos Descobrimentos e da Expansão Portuguesa" que lançou em 1985. Criou e dirigiu o Centro de História de Além-mar desta mesma Universidade.
Foi director do "Centro de Pré-história e Arqueologia" do Instituto de Investigação Científica Tropical e do "Centro de Estudos Damião de Góis" da Comissão Nacional para as Comemorações dos Descobrimentos Portugueses e do Instituto dos Arquivos Nacionais - Torre do Tombo, em Lisboa.
De 1989 a 1991 fez uma comissão de serviço na Universidade de Macau onde organizou o Departamento de Estudos Portugueses e o Centro de Estudos Luso-asiáticos.
É professor catedrático convidado da Faculdade de Ciências Humanas da Universidade Católica Portuguesa, onde dirige a "Humanitas", unidade de coordenação da investigação científica. É membro da direcção do "Centro de Estudos dos Povos e Culturas de Expressão Portuguesa" e do "Instituto de Estudos Orientais", desta mesma Universidade.
Tem realizado diversas missões de estudo e proferido cursos e conferências em diversos países da Europa, Ásia e Oceania tendo como escopo a História da Expansão Portuguesa. É autor de vários livros e de mais de uma centena de artigos, quase todos sobre a colonização portuguesa nos oceanos Atlântico e Índico.